# Gaetano Gaslini
Gaetano Gaslini (Sesto San Giovanni, 1874 – Adua, 1896) è stato un militare italiano.
Figlio del nobiluomo  Angelo Gaslini, scrittore e  fondatore della Filanda Gaslini a Sesto San Giovanni, dopo l'Accademia militare fu destinato alla truppe coloniali quale tenente di fanteria nel battaglione degli Ascari, 5 compagnia del battaglione milizia mobile ,Battaglione Cacciatori , sotto il comando del maggiore Prestinari.
Già distintosi nella difesa di Adigrat e nella presa di Macallè, cadde ad Abba Garima durante la battaglia di Adua nel 1896 mentre era alla testa della sua compagnia . Nella sua ultima lettera ai familiari appare la piena consapevolezza della fine imminente di fronte alle forze soverchianti del nemico, ma unita a una grande serenità e volontà di adempiere fino alla fine i suoi doveri di ufficiale.
Medaglia d'argento al valor militare, gli è stata dedicata una via a Sesto San Giovanni ed una lapide nel palazzo comunale.

## Fonti
- Archivio privato famiglia Gaslini
- Franco Alasia, Quei nomi sul marmo,  ed. Vangelista 1991